# Tito Vibio Varo
Tito Vibio Varo (en latín Titus Vibius Varus) fue un senador romano del siglo II, cuyo cursus honorum se desarrolló bajo los imperios de Trajano y Adriano.

## Familia y carrera
Era descendiente Tito Vibio Varo, procónsul de la provincia romana de Creta y Cirenaica en 47, bajo Claudio y era hijo de Tito Vibio Varo consul suffectus en 115, bajo Trajano.
Bajo Adriano, en 134 fue consul ordinarius.

## Descendencia
Hijo suyo fue Tito Clodio Vibio Varo consul ordinarius en 160, bajo Antonino Pío. También está constatada una hija de su hermana, llamada Bebia Nigrina, natural de Brixia (Brescia, Italia).